# Ulesta
Ulesta is een geslacht van insecten uit de orde vliesvleugeligen (Hymenoptera) en de familie Ichneumonidae.

## Soorten
- U. agitata (Matsumura & Uchida, 1926)
- U. experrecta (Tosquinet, 1903)
- U. formosana (Uchida, 1932)
- U. nigroscutella Tereshkin, 1993
- U. perspicua (Wesmael, 1857)
- U. pieli Uchida, 1956
- U. plagiata Heinrich, 1934
- U. varicornis Cameron, 1903